# 井田義則
井田 義則（いだ よしのり、1943年5月18日 - ）は、日本の経営者。いすゞ自動車社長を務めた。群馬県出身。

## 経歴
1966年に慶應義塾大学法学部法律学科を卒業し、同年にいすゞ自動車に入社。1994年1月に取締役に就任し、常務を経て、1999年4月に専務に就任し、2000年12月に社長に昇格。2007年6月に会長に就任し、2011年6月から相談役を務めた。
社長在任時には、主力の川崎工場の閉鎖などのリストラを進め、海外事業を強化し、2006年にはゼネラル・モーターズとの資本提携を解消し、トヨタ自動車との資本提携をまとめた。